# Luke Rhodes
(en) Statistiques sur pro-football-reference
Luke Rhodes, né le 2 décembre 1992 à Hollidaysburg en Pennsylvanie, est un joueur professionnel américain de football américain. 
Il joue au poste de long snapper pour la franchise des Colts d'Indianapolis dans la National Football League (NFL) depuis 2016. Il a aussi évolué au poste de linebacker.

## Biographie
Rhodes joue sa carrière universitaire avec la Tribe de William & Mary où il joue comme linebacker. Non drafté, il est initialement signé par les Buccaneers de Tampa Bay, mais ne fait pas l'effectif final. Il est alors signé par les Colts d'Indianapolis,. Après une année avec l'équipe, il se recycle en long snapper et devient titulaire en remplacement de Thomas Hennessy. Après deux ans à ce poste, il signe un contrat de quatre ans qui fait de lui le long snapper le mieux payer de la ligue. Ceci est dû à l'athlétisme qu'il apporte à la position. Son renouvellement de contrat coïncide avec celui de Rigoberto Sanchez, le kicker de l'équipe.
Rhodes est sélectionné dans la seconde équipe All-Pro en 2020. L'année suivante, malgré la blessure de Rodrigo Blankenship, il est sélectionné pour disputer son premier Pro Bowl tout en étant sélectionné dans l'équipe type All-Pro. Il devient alors le sixième Colt non drafté à recevoir ces deux honneurs au terme de la même saison après Cary Blanchard, Gene Lipscomb, Jeff Saturday, Mike Vanderjagt et Adam Vinatieri.